# Graphostroma
Graphostroma är ett släkte av svampar. Graphostroma ingår i familjen Graphostromataceae, ordningen kolkärnsvampar, klassen Sordariomycetes, divisionen sporsäcksvampar och riket svampar.
| Graphostroma | \| \| Graphostroma platystoma \| \| \| \| |
|              | \| \| Graphostroma platystoma \| \| \| \| |
|              | Graphostroma platystoma                   |
|              |                                           |

|  | Graphostroma platystoma |
|  |                         |